# Abanto Zierbena / Abanto y Ciérvana
Abanto Zierbena / Abanto y Ciérvana (baskiska: Abanto Zierbena) är en kommun i Spanien. Den ligger i Biscayaprovinsen i den autonoma regionen Baskien i norra delen av landet, 300 km norr om huvudstaden Madrid. Antalet invånare är 24 662 (2024). Arean är 18,17 kvadratkilometer. Abanto Zierbena / Abanto y Ciérvana gränsar till San Pedro Galdames, Muskiz, Ortuella och Zierbena. 